# Vingeren

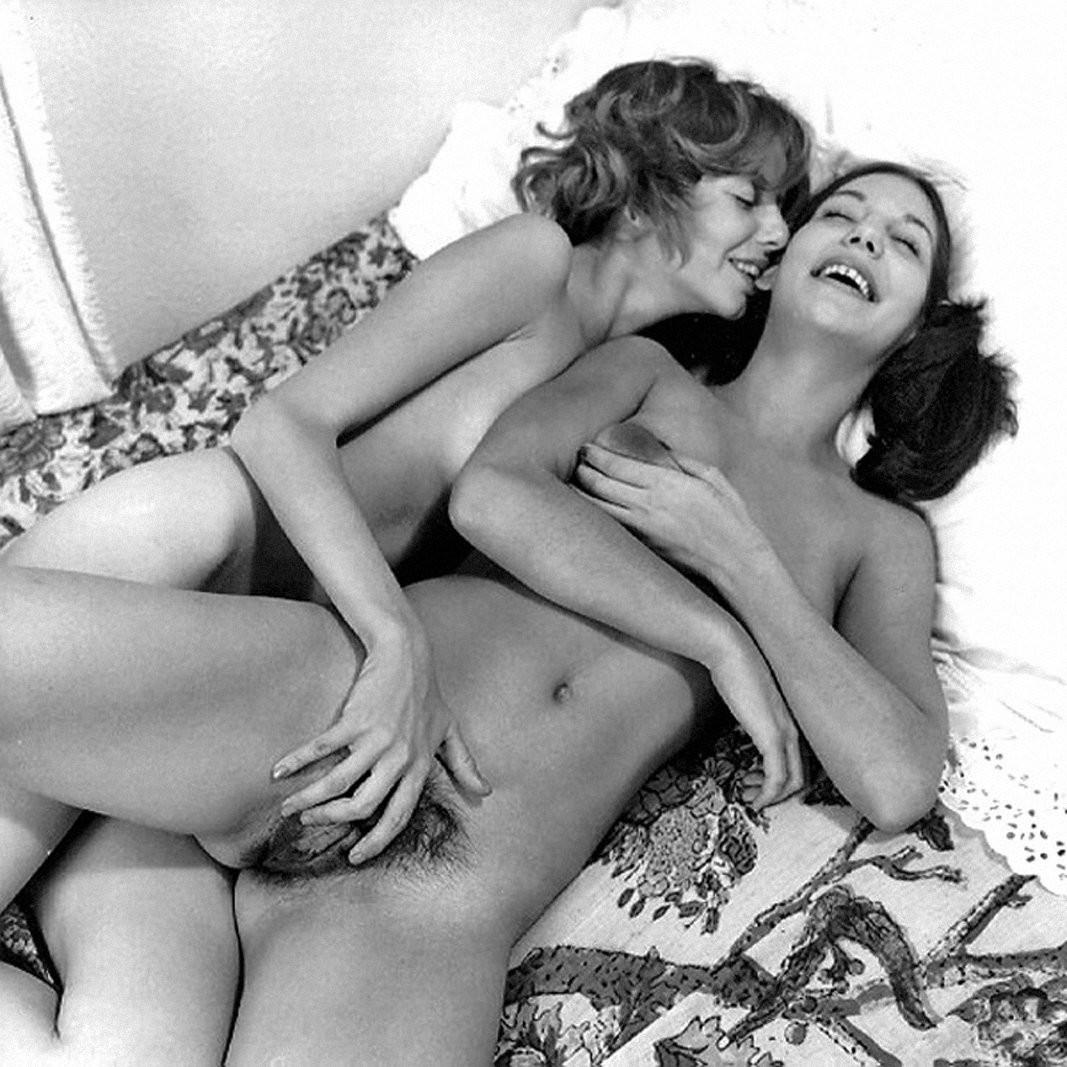
Vingeren van de vulva door een sekspartner

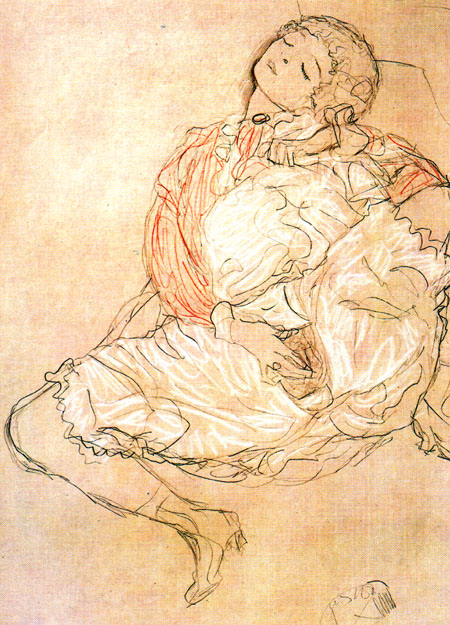
Schilderij van Gustav Klimt met een vrouw die zichzelf vingert

Vingeren is het aanraken van de vulva of vagina met een of meer vingers. Hierbij wordt bijvoorbeeld het gebied rondom de clitoris of de clitoris zelf, de schaamlippen of de ingang van de vagina gemasseerd. Ook kunnen een of meerdere vingers in de vagina geduwd worden. Door het vingeren kan een vrouw seksueel opgewonden raken en klaarkomen. Het zichzelf vingeren is een vorm van masturbatie. Het vingeren kan ook door een sekspartner gedaan worden (manuele seks).

## Technieken
Personen hebben verschillende voorkeuren voor de snelheid van de beweging van de vinger, hoeveelheid vingers, de plekken en de druk die uitgeoefend wordt. Vaak is andere seksuele prikkeling voorafgaand aan het vingeren prettig, zoals het zoenen en strelen van de borsten, buik, billen of de binnenzijde van de dijen. Voor een pijnloze ervaring wordt de vulva bevochtigd met speeksel, glijmiddel of vaginavocht.
Er zijn verschillende seksposities mogelijk. Als degene die gevingerd wordt op de rug ligt gaat het vingeren meestal het makkelijkst. De sekspartner zit bijvoorbeeld tussen haar benen, ligt naast haar, of ligt met het hoofd op haar been of buik. Via bewoordingen of de lichaamstaal kan de partner te weten komen of het orgasme nadert. De vrouw kan gaan kreunen, kronkelen, zuchten of sneller gaan ademen.

### Clitoraal vingeren
Clitoraal vingeren is soms zo gevoelig dat directe aanraking onprettig is; dan is het prettiger er nét naast te vingeren. De clitoris bevat veel zenuwuiteinden, waardoor deze zeer gevoelig is voor zachte aanrakingen. Bij een eerste ontmoeting tussen sekspartners kan het lastig zijn om de clitoris te vinden, bij sommigen is deze meer verborgen tussen de schaamlippen en ook de grootte van de clitoris verschilt van vrouw tot vrouw.
Omdat de clitoris bij de meeste vrouwen erg gevoelig is, is het verstandig om zacht en langzaam te beginnen en de druk en snelheid langzaam op te voeren. De beweging van de vinger kan variëren tussen op en neer, heen en weer, of in cirkels. Clitorale vingertechnieken zijn de twist-and shout-vingertechniek, de V-vingertechniek en de twee-vingersvingertechniek. Sommige vrouwen vinden veel variatie prettig, anderen hebben juist liefst langere tijd dezelfde beweging.

### Vaginaal vingeren
Bij vaginaal vingeren (soms ook 'vingerneuken' of neuken met de vingers genoemd) worden een of meerdere vingers in de vagina gebracht. Een stimulerende manier is de kom-hier-beweging met de G-plek-vingertechniek waarbij de wijs-en middelvinger in de richting van de navel een naar de handpalm gaande beweging maken en hierdoor de G-plek aanraken. Voor extra stimulatie kan de duim op de clitoris geplaatst worden. Andere vaginale vingertechnieken zijn onder andere de draaien-en-pompenvingertechniek, de klokvingertechniek. Scherpe nagels en ringen kunnen wondjes aan de vaginawand geven.

### Combinaties
Er kan ook tijdens de geslachtsgemeenschap clitoraal gevingerd worden. Dit verhoogt de kans dat de vrouwelijke partner tijdens de gemeenschap ook een orgasme kan beleven. Ook kan vingeren in combinatie met aftrekken bij de man gebeuren of in combinatie met beffen.

## Gezondheid
Bij vingeren van een partner kan geen hiv worden overgedragen zolang de vingers geen wondjes hebben. De geslachtsziekten gonorroe, chlamydia of genitale wratten kunnen wel overgedragen worden. Wanneer gelijktijdig anaal gevingerd wordt kunnen darmbacteriën in de vagina terechtkomen, deze zullen door de zuurtegraad echter niet lang voortleven. Darmbacteriën bij de urinebuis kunnen wel leiden tot een urineweginfectie. Er kan gebruik worden gemaakt van een latex-handschoen of vingercondoom.

## Lichamelijke integriteit
Vingeren van een partner is een intieme seksuele handeling omdat het geslachtsdeel van de ander wordt aangeraakt. Ongewenst vingeren is een vorm van aanranding en tussen een volwassene en een minderjarige of cliënt seksueel misbruik. In Nederland is naar aanleiding van een aanrandingszaak in het Vondelpark in Amsterdam de wetgeving in 1991 gewijzigd en valt onder dwang binnendringen van het menselijk lichaam onder verkrachting, ook in geval van vingers die de schaamlippen passeren.
Uitgezonderd van aanranding is een visitatie bij strafrechtelijk onderzoek waarbij een officier van justitie bevoegd is gedwongen manueel onderzoek van lichaamsholtes te laten uitvoeren door een arts. Vaginale en anale visitaties worden door discussies over aantasting van de lichamelijke integriteit sinds 2006 meer en meer vervangen door securityscans. Voor gynaecologisch onderzoek vindt vaginaal toucher plaats door een gynaecoloog na geïnformeerde toestemming.